# Badi
《Bʌ́di》（日語假名：バディ），是日本的男同性恋杂志。

## 概要
《Bʌ́di》係1994年11月（1995年1月号《第1号》）创刊，為面向男同性恋者的综合情报志。网罗从体育男、肌肉男、美青年、傑尼斯系的年轻层到健壯豐滿型（ガチムチ系）和野郎系，与《G-men》等杂志致力于某一目标主题相比，综合志色彩更强。虽然出版期数较少，也曾出版过情色特辑。亦擅长刊登有关艺人的强娱乐性文章。作为評論員、作家而活跃的貴婦松子和齋藤靖紀之前也曾在编辑部工作。由Tera（テラ）出版发行。销售方于2005年由之前的成人系出版社日正堂变更为因出版科学、技术书籍而被广为人知的技術與人間社。杂志编码为07485。

## 内容
该杂志内容由色情小说、成人漫画、成人图片等构成。最近的几期从封面装帧的第一眼看去也有被看成为男性时尚志。成人图片亦非单纯的裸体图，更旨在以独特视点向读者传达。策应读者需求的丰富问卷计划以及关于国内外男同志的新闻亦被刊载。也有活跃于一般志的作者的文章。
漫画中，拥有在一般誌連載的里見満、広瀬川進、小日向、大久保ニュー等多个连载阵。在海外，是唯一可以读到人气作者田龟源五郎作品的男同性恋杂志。田亀源五郎的连载《外道之家》（外道の家）在2008年作为《Bʌ́di》増刊共发行3册，小日向和大久保ニュー的作品在2008年的Badi Comics发行单行本。最近每期附录原版DVD（2009年2月始），自社有网络情报网站，成为业界革新。2008年11月号开始变为面向成人的杂志。另外从2009年1月号的15周年記念号开始，改变以往GAY杂志的A5纸张而升级为B5纸张。

### 主要连载阵
連載中（2016年4月現在）
- 田龟源五郎
- 小日向
- 野原くろ
- 前田ポケット
- 竜超

过去的连载阵（一部分）
- 伏見憲明
- 尾辻加奈子
- 大久保ニュー
- 北丸雄二
- 広瀬川進
- 里見満（さとみつ男児）

## 价格
以前已经变动为附录原版 DVD，现在算上每期附录的DVD为1,472日元（未税）。

### 年度订阅
可以从 badi.tokyo 申请订阅。

## 经销商店
毎月21日全国发售。以日本全国男同性恋商店为中心展开。一般书店的成年杂志角亦有销售。2011年开始也可在Amazon.co.jp购买。

## 関連項目
- マツコ・デラックス - 元編集者
- ブルボンヌ - 元編集者